# Mieszko-Eiche

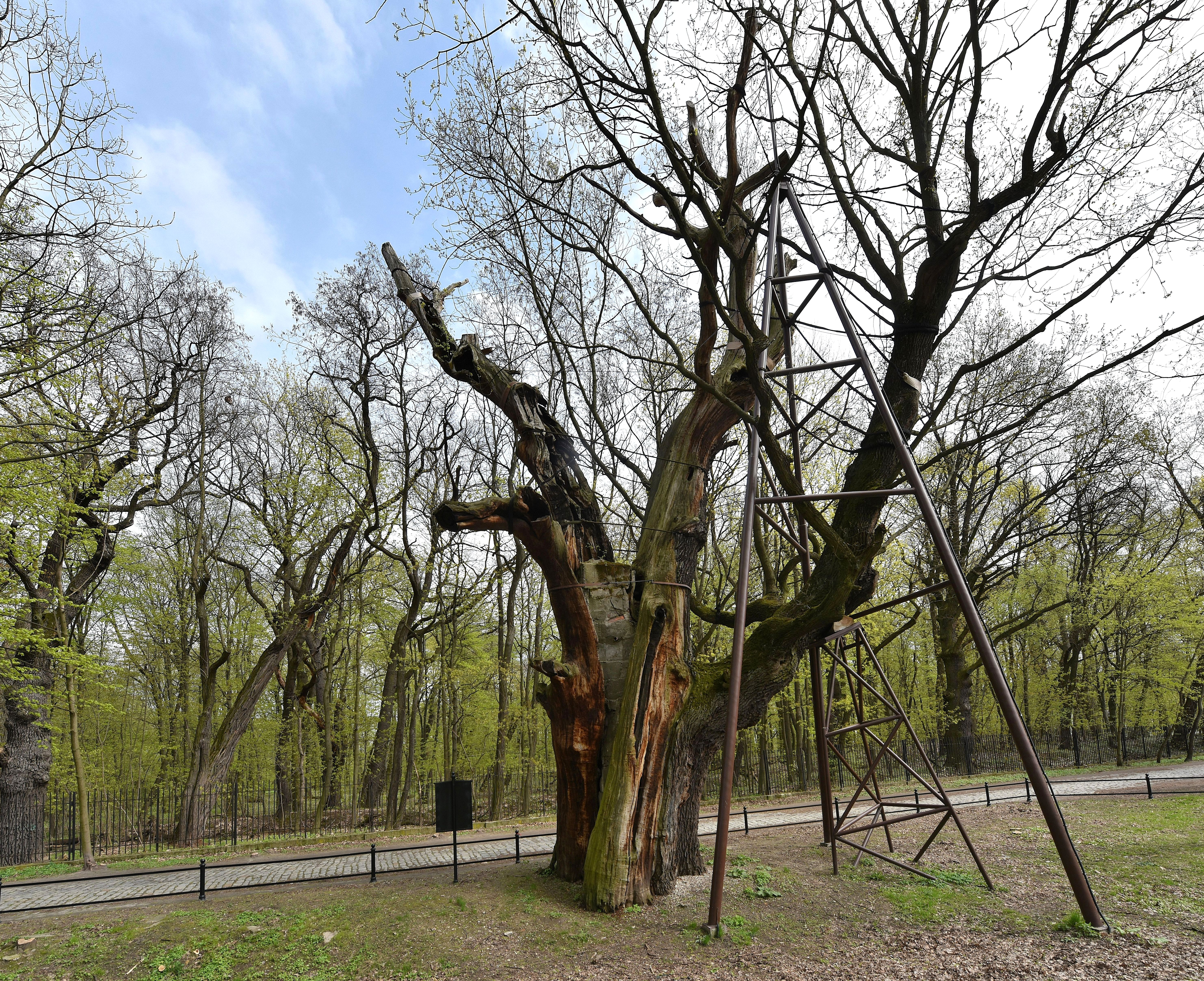
Mieszko-Eiche

Die Mieszko-Eiche ['mʲɛʃkɔ-] ist einer der ältesten Bäume in Polen.
Die Stieleiche wurde zum Naturdenkmal erklärt. Sie befindet sich im Warschauer Bezirk Ursynów, an dem Abschnitt der Straße Ulica Nowoursynowska, der unmittelbar entlang der Grenze zum Natoliński-Park an der Weichselböschung verläuft. Sie wurde mehrfach Erhaltungsmaßnahmen unterzogen und ist eingezäunt. Der Stammumfang beträgt in einer Höhe von 1,3 m 840 cm.
Laut den Angaben auf der Informationstafel, die an der Eiche angebracht ist, ist sie ungefähr 1000 Jahre alt. Fortschritte in der Dendrochronologie scheinen jedoch nahezulegen, dass die Mieszko-Eiche viel jünger ist. Nach den letzten Forschungen zählt sie ungefähr 620 Jahre.
Die Eiche ist nach dem ersten historischen Herrscher Polens Mieszko I. benannt.
Koordinaten: 52° 8′ 32″ N, 21° 4′ 10″ O